# Cratere Kidinnu
Kidinnu è un cratere lunare di 55,1 km situato nella parte nord-occidentale della faccia nascosta della Luna.
Il cratere è dedicato all'astronomo babilonese Kidinnu.

## Crateri correlati
Alcuni crateri minori situati in prossimità di Kidinnu sono convenzionalmente identificati, sulle mappe lunari, attraverso una lettera associata al nome.
| Kidinnu | Coordinate             | Diametro (in km) |
| ------- | ---------------------- | ---------------- |
| E       | 36°01′48″N 124°27′36″E | 63,73            |